# العلاقات الكويتية المكسيكية
العلاقات الكويتية المكسيكية هي العلاقات الثنائية التي تجمع بين الكويت والمكسيك.

## مقارنة بين البلدين
هذه مقارنة عامة ومرجعية للدولتين:
| وجه المقارنة                                              | الكويت        | المكسيك                                                                               |
| --------------------------------------------------------- | ------------- | ------------------------------------------------------------------------------------- |
| المساحة (كم2)                                             | 17.82 ألف     | 1.97 مليون                                                                            |
| عدد السكان (نسمة)                                         | 4.14 مليون    | 130.53 مليون                                                                          |
| الكثافة السكانية (ن./كم²)                                 | 232.32        | 66.26                                                                                 |
| العاصمة                                                   | مدينة الكويت  | مدينة مكسيكو                                                                          |
| اللغة الرسمية                                             | اللغة العربية | اللغة الإسبانية                                                                       |
| العملة                                                    | دينار كويتي   | بيزو مكسيكي                                                                           |
| الناتج المحلي الإجمالي (بليون دولار)                      | 120.13 مليار  | 1.15 تريليون                                                                          |
| الناتج المحلي الإجمالي (تعادل القوة الشرائية) بليون دولار | 290.53 مليار  | 2.16 تريليون                                                                          |
| الناتج المحلي الإجمالي الاسمي للفرد دولار أمريكي          | 29.30 ألف     | 9.01 ألف                                                                              |
| الناتج المحلي الإجمالي للفرد دولار أمريكي                 | 73.25 ألف     | 17.32 ألف                                                                             |
| مؤشر التنمية البشرية                                      | 0.816         | 0.756                                                                                 |
| رمز المكالمات الدولي                                      | +965          | +52                                                                                   |
| رمز الإنترنت                                              | .kw           | .mx                                                                                   |
| المنطقة الزمنية                                           | ت ع م+03:00   | منطقة زمنية وسطى، المنطقة الزمنية الجبلية، زمن منطقة المحيط الهادئ، منطقة زمنية شرقية |

## مدن متوأمة
في ما يلي قائمة باتفاقيات التوأمة بين مدن كويتية ومكسيكية:
- ترتبط مدينة الكويت مع مدينة مكسيكو باتفاقية توأمة منذ 2011.

## منظمات دولية مشتركة
يشترك البلدان في عضوية مجموعة من المنظمات الدولية، منها:
| علم المنظمة | اسم المنظمة                        | تاريخ انضمام الكويت | تاريخ انضمام المكسيك |
| ----------- | ---------------------------------- | ------------------- | -------------------- |
|             | المنظمة الهيدروغرافية الدولية      | ?                   | ?                    |
|             | الاتحاد البريدي العالمي            | ?                   | ?                    |
|             | يونسكو                             | 18 نوفمبر 1960      | 4 نوفمبر 1946        |
|             | البنك الدولي للإنشاء والتعمير      | 13 سبتمبر 1962      | 31 ديسمبر 1945       |
|             | منظمة التجارة العالمية             | ?                   | 1995                 |
|             | وكالة ضمان الاستثمار متعدد الأطراف | 12 أبريل 1988       | 1 يوليو 2009         |
|             | الاتحاد الدولي للاتصالات           | 14 أغسطس 1959       | 1 يوليو 1908         |
|             | منظمة الشرطة الجنائية الدولية      | ?                   | ?                    |
|             | مؤسسة التمويل الدولية              | 13 سبتمبر 1962      | 20 يوليو 1956        |
|             | الأمم المتحدة                      | 14 مايو 1963        | 7 نوفمبر 1945        |
|             | مؤسسة التنمية الدولية              | 13 سبتمبر 1962      | 24 أبريل 1961        |
|             | منظمة حظر الأسلحة الكيميائية       | ?                   | ?                    |

## وصلات خارجية
- موقع وزارة الخارجية الكويتية
- موقع وزارة الخارجية المكسيكية